# Westrehem
Westrehem [wɛstʁ(ə)ɛm] est une commune française située dans le département du Pas-de-Calais en région Hauts-de-France.
La commune fait partie de la communauté d'agglomération de Béthune-Bruay, Artois-Lys Romane qui regroupe 100 communes et compte 275 327 habitants en 2021.

## Géographie

### Localisation
Localisée dans le centre-est du département du Pas-de-Calais et sur la méridienne verte, Westrehem est une commune située, à vol d'oiseau, à 9 km à l'ouest de la commune de Lillers et à 21 km à l'ouest de la commune de Béthune (chef-lieu d'arrondissement).
Le territoire de la commune est limitrophe de ceux de cinq communes.
Les communes limitrophes sont Ligny-lès-Aire, Auchy-au-Bois, Febvin-Palfart, Fontaine-lès-Hermans et Nédonchel.

### Géologie et relief
La superficie de la commune est de 2,97 km2 ; son altitude varie de 90  à   132 mètres.

### Hydrographie
Le territoire de la commune est situé dans le bassin Artois-Picardie.
La commune est traversée par le Ravin de la Méroise, un cours d'eau naturel non navigable de 9,32 km, qui prend sa source dans la commune de Febvin-Palfart et se jette dans la Nave au niveau de la commune de Lespesses. Les communes traversées par cette rivière sont : Auchy-au-Bois, Febvin-Palfart, Fontaine-lès-Hermans, Lespesses, Nédonchel, Saint-Hilaire-Cottes et Westrehem.

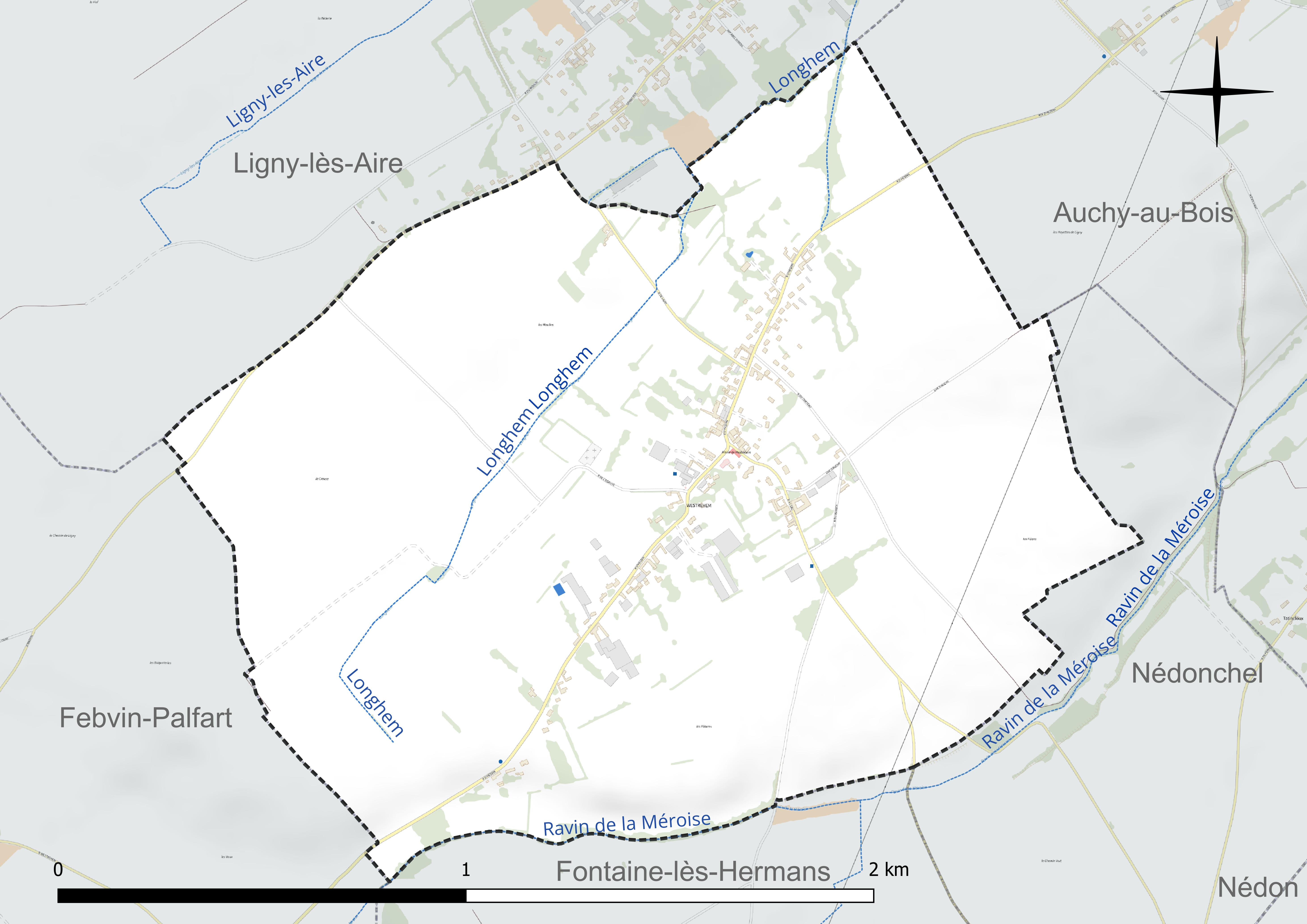
Réseau hydrographique de Westrehem.

### Climat
Pour des articles plus généraux, voir Climat des Hauts-de-France et Climat du Pas-de-Calais.
En 2010, le climat de la commune est de type climat océanique franc, selon une étude du CNRS s'appuyant sur une série de données couvrant la période 1971-2000. En 2020, Météo-France publie une typologie des climats de la France métropolitaine dans laquelle la commune est exposée à un climat océanique et est dans la région climatique Côtes de la Manche orientale, caractérisée par un faible ensoleillement (1 550 h/an) ; forte humidité de l’air (plus de 20 h/jour avec humidité relative > 80 % en hiver), vents forts fréquents.
Pour la période 1971-2000, la température annuelle moyenne est de 10 °C, avec une amplitude thermique annuelle de 13,5 °C. Le cumul annuel moyen de précipitations est de 881 mm, avec 13 jours de précipitations en janvier et 9 jours en juillet. Pour la période 1991-2020, la température moyenne annuelle observée sur la station météorologique la plus proche, située sur la commune de Fiefs à 5 km à vol d'oiseau, est de 10,4 °C et le cumul annuel moyen de précipitations est de 1 070,6 mm,. Pour l'avenir, les paramètres climatiques de la commune estimés pour 2050 selon différents scénarios d'émission de gaz à effet de serre sont consultables sur un site dédié publié par Météo-France en novembre 2022.
| Mois                                  | jan.             | fév.             | mars             | avril         | mai           | juin            | jui.           | août         | sep.           | oct.            | nov.            | déc.             | année      |
| ------------------------------------- | ---------------- | ---------------- | ---------------- | ------------- | ------------- | --------------- | -------------- | ------------ | -------------- | --------------- | --------------- | ---------------- | ---------- |
| Température minimale moyenne (°C)     | 1,1              | 1,2              | 2,8              | 4,7           | 7,8           | 10,7            | 12,8           | 12,9         | 10,4           | 7,6             | 4,3             | 1,8              | 6,5        |
| Température moyenne (°C)              | 3,5              | 4                | 6,6              | 9,4           | 12,7          | 15,5            | 17,7           | 17,8         | 14,9           | 11,1            | 7               | 4,2              | 10,4       |
| Température maximale moyenne (°C)     | 6                | 6,9              | 10,3             | 14,2          | 17,6          | 20,4            | 22,7           | 22,7         | 19,3           | 14,7            | 9,7             | 6,6              | 14,3       |
| Record de froid (°C) date du record   | −18,5 09.01.1985 | −17,5 23.02.1956 | −13,9 07.03.1971 | −6 25.04.1955 | −5 02.05.1960 | −3,2 02.06.1962 | 3,2 04.07.1964 | 4 29.08.1964 | 0,2 30.09.1954 | −6 29.10.1997   | −11 30.11.1978  | −12,9 29.12.1996 | −18,5 1985 |
| Record de chaleur (°C) date du record | 15,2 01.01.22    | 19,8 28.02.1960  | 25,1 31.03.21    | 27 29.04.1955 | 34 25.05.1953 | 35,5 30.06.1957 | 40,6 25.07.19  | 37 10.08.03  | 33,6 09.09.23  | 30,8 01.10.1959 | 19,5 06.11.1955 | 17 01.12.00      | 40,6 2019  |
| Précipitations (mm)                   | 103,9            | 86,5             | 76,4             | 64,4          | 76,4          | 74,4            | 80,7           | 85,1         | 83,3           | 100,9           | 112,8           | 125,8            | 1 070,6    |

## Urbanisme

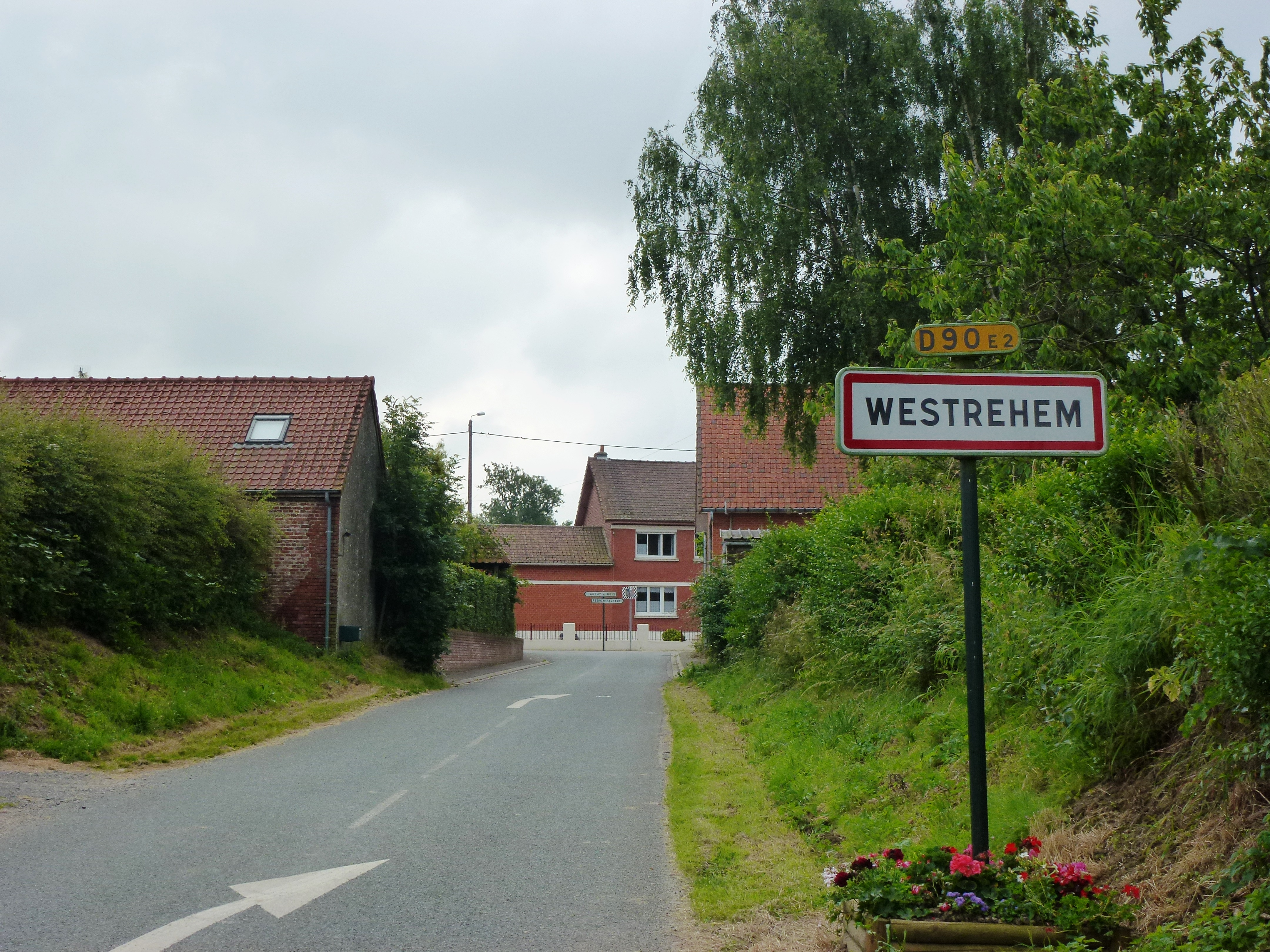
Entrée de Westrehem.

### Typologie
Au 1er janvier 2024, Westrehem est catégorisée commune rurale à habitat dispersé, selon la nouvelle grille communale de densité à sept niveaux définie par l'Insee en 2022.
Elle est située hors unité urbaine et hors attraction des villes,.

### Occupation des sols
L'occupation des sols de la commune, telle qu'elle ressort de la base de données européenne d’occupation biophysique des sols Corine Land Cover (CLC), est marquée par l'importance des territoires agricoles (90,8 % en 2018), une proportion identique à celle de 1990 (90,8 %). La répartition détaillée en 2018 est la suivante : 
terres arables (66 %), prairies (24,8 %), zones urbanisées (9,2 %). L'évolution de l’occupation des sols de la commune et de ses infrastructures peut être observée sur les différentes représentations cartographiques du territoire : la carte de Cassini (XVIIIe siècle), la carte d'état-major (1820-1866) et les cartes ou photos aériennes de l'IGN pour la période actuelle (1950 à aujourd'hui).

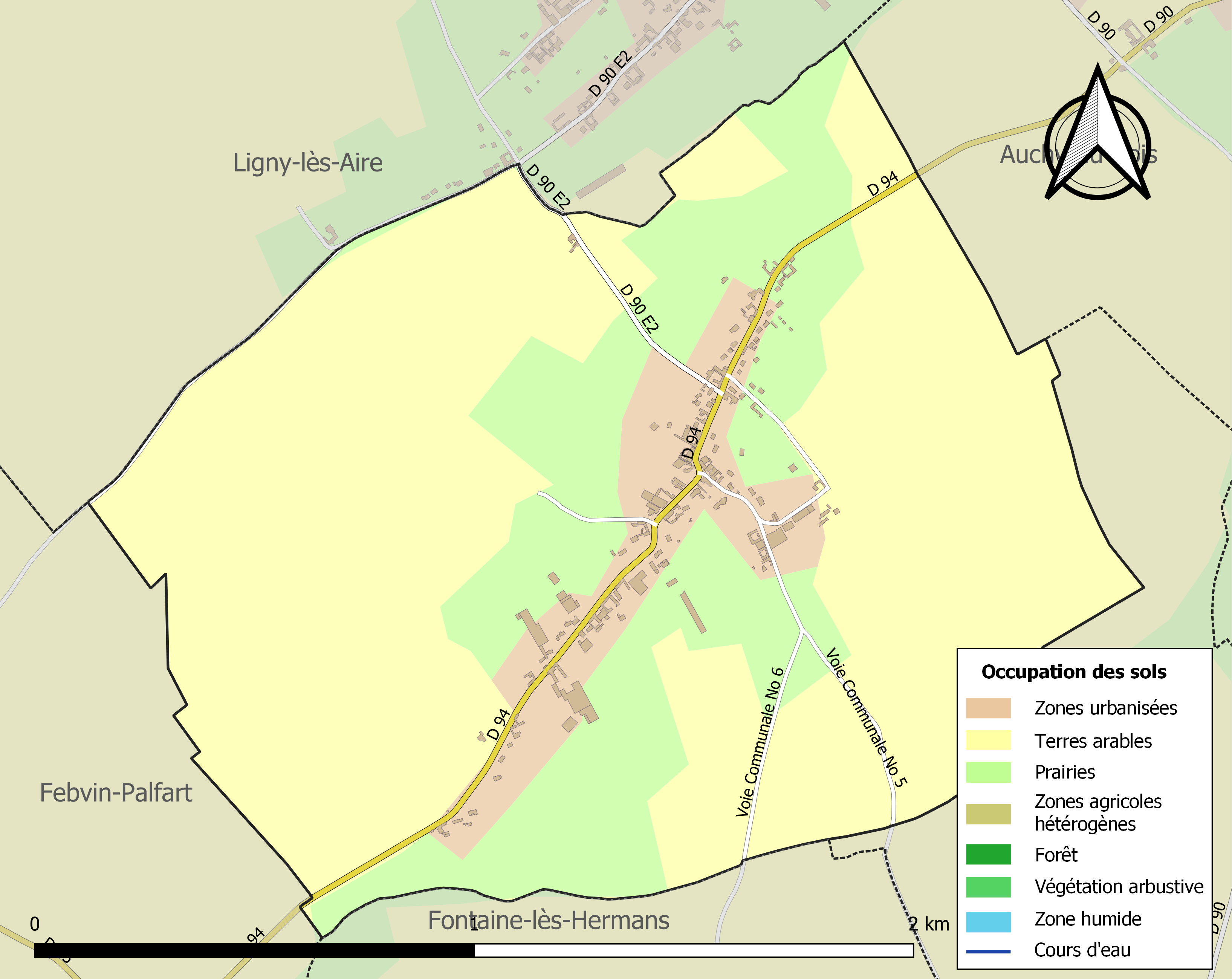
Carte des infrastructures et de l'occupation des sols de la commune en 2018 (CLC).

## Toponymie
Peut-être d’origine anglo-saxonne, l’agglomération est dénommée Westernehem en 1087. Au cours des siècles l’écriture du nom changea fréquemment : Westrehem (1240), Westerehem (1430), Westerhem (1518), Westochen (1553), Westrem, (1664) et Westrehem (1570). Depuis il n’a plus changé de nom.
Westrehem vient de Wester, ce qui signifie ouest et hem (dérivé de heim c’est-à-dire village). Soit village de l’ouest ou plutôt hameau de l’ouest. Il se situe à l’ouest d’une ancienne voie romaine : la chaussée Brunehaut.

## Histoire
Sous l’ancien régime, Westrehem n’était qu’un simple hameau de Ligny-lès-Aire. Les deux villages constituaient avec Nédonchel (commune voisine) une enclave boulonnaise en Artois.
Il n’y a vraisemblablement pas eu de château à Westrehem. À l’origine la seigneurie de Westrehem appartenait au seigneur Sohier de la Viefville puis elle dépendit de l’abbaye Saint-André (Witternesse) et enfin du comte de Saint Venant-Béthune. Sous la Révolution française, Adrien de Béthune est guillotiné à Arras en 1793. 
Érigé en commune en 1790, Westrehem comprenait 35 feux (foyers ; environ 5 personnes par feu).
Il faut signaler à plusieurs époques, le passage de troupes dans Westrehem. 
En 1373, l'armée du duc de Lancastre, après avoir fait une vaine démonstration contre la ville d'Aire vint à Rely (un village voisin), et de là, marcha vers Fiefs en traversant Westrehem qui fut pillé.
Le 8 mai 1641, le maréchal de la Meilleraye, avec une armée de 20 à 25000 hommes, vint camper à Febvin. Le lendemain, il marchait sur Aire et mettait le siège devant cette ville.

## Politique et administration

### Découpage territorial
La commune se trouve dans l'arrondissement de Béthune du département du Pas-de-Calais.

#### Commune et intercommunalités
La commune est membre de la communauté d'agglomération de Béthune-Bruay, Artois-Lys Romane.

#### Circonscriptions administratives
La commune est rattachée au canton de Lillers.

#### Circonscriptions électorales
Pour l'élection des députés, la commune fait partie de la huitième circonscription du Pas-de-Calais.

### Élections municipales et communautaires

#### Liste des maires
| Période                                  | Période                     | Identité            | Étiquette | Qualité                                      |
| ---------------------------------------- | --------------------------- | ------------------- | --------- | -------------------------------------------- |
| Les données manquantes sont à compléter. |                             |                     |           |                                              |
| 1900                                     | 1906                        | L. Basin            |           |                                              |
| 1906                                     | 1914                        | R. Carpentier       |           |                                              |
| 1914                                     | 1937                        | Léonce Miennée      |           |                                              |
| 1937                                     | 1941                        | Ed. Bouquillon      |           |                                              |
| 1941                                     | 1943                        | Frédéric Labitte    |           |                                              |
| Les données manquantes sont à compléter. |                             |                     |           |                                              |
| 1953                                     | 1971                        | Edmond Decroix      |           |                                              |
| 1971                                     | 1983                        | Paule Tailly-Dupont |           |                                              |
| 1983                                     | 2009                        | Roger Tailly        | DVD       | Démissionnaire                               |
| novembre 2009                            | 2014                        | Fernand Ledru       |           | Producteur de lait retraité                  |
| mars 2014                                | En cours (au 14 avril 2022) | Gilles Tailly       |           | Agriculteur, Réélu pour le mandat 2020-2026, |

## Population et société

### Démographie

#### Évolution démographique
L'évolution du nombre d'habitants est connue à travers les recensements de la population effectués dans la commune depuis 1793. Pour les communes de moins de 10 000 habitants, une enquête de recensement portant sur toute la population est réalisée tous les cinq ans, les populations de référence des années intermédiaires étant quant à elles estimées par interpolation ou extrapolation. Pour la commune, le premier recensement exhaustif entrant dans le cadre du nouveau dispositif a été réalisé en 2006.

En 2022, la commune comptait 248 habitants, en évolution de +3,77 % par rapport à 2016 (Pas-de-Calais : −0,72 %, France hors Mayotte : +2,11 %).
| 1793 | 1800 | 1806 | 1821 | 1831 | 1836 | 1841 | 1846 | 1851 |
| ---- | ---- | ---- | ---- | ---- | ---- | ---- | ---- | ---- |
| 295  | 285  | 303  | 360  | 333  | 331  | 348  | 352  | 322  |

| 1856 | 1861 | 1866 | 1872 | 1876 | 1881 | 1886 | 1891 | 1896 |
| ---- | ---- | ---- | ---- | ---- | ---- | ---- | ---- | ---- |
| 317  | 305  | 294  | 301  | 323  | 319  | 294  | 264  | 251  |

| 1901 | 1906 | 1911 | 1921 | 1926 | 1931 | 1936 | 1946 | 1954 |
| ---- | ---- | ---- | ---- | ---- | ---- | ---- | ---- | ---- |
| 267  | 261  | 277  | 271  | 267  | 281  | 265  | 262  | 265  |

| 1962 | 1968 | 1975 | 1982 | 1990 | 1999 | 2006 | 2011 | 2016 |
| ---- | ---- | ---- | ---- | ---- | ---- | ---- | ---- | ---- |
| 239  | 217  | 183  | 189  | 230  | 230  | 225  | 209  | 239  |

| 2021 | 2022 | - | - | - | - | - | - | - |
| ---- | ---- | - | - | - | - | - | - | - |
| 251  | 248  | - | - | - | - | - | - | - |

#### Pyramide des âges
En 2018, le taux de personnes d'un âge inférieur à 30 ans s'élève à 36,8 %, soit au-dessus de la moyenne départementale (36,7 %). À l'inverse, le taux de personnes d'âge supérieur à 60 ans est de 21,3 % la même année, alors qu'il est de 24,9 % au niveau départemental.
En 2018, la commune comptait 125 hommes pour 124 femmes, soit un taux de 50,20 % d'hommes, légèrement supérieur au taux départemental (48,50 %).
Les pyramides des âges de la commune et du département s'établissent comme suit.
| Hommes | Classe d’âge | Femmes |
| ------ | ------------ | ------ |
| 0,8    | 90 ou +      | 0,0    |
| 1,7    | 75-89 ans    | 7,6    |
| 18,3   | 60-74 ans    | 14,3   |
| 21,7   | 45-59 ans    | 19,3   |
| 23,3   | 30-44 ans    | 19,3   |
| 15,0   | 15-29 ans    | 16,0   |
| 19,2   | 0-14 ans     | 23,5   |

| Hommes | Classe d’âge | Femmes |
| ------ | ------------ | ------ |
| 0,5    | 90 ou +      | 1,6    |
| 5,6    | 75-89 ans    | 8,9    |
| 16,7   | 60-74 ans    | 18,1   |
| 20,2   | 45-59 ans    | 19,2   |
| 18,9   | 30-44 ans    | 18,1   |
| 18,2   | 15-29 ans    | 16,2   |
| 19,9   | 0-14 ans     | 17,9   |

### Sports et loisirs
Le sentier de randonnée pédestre et de VTT de la Méroise, sentier de randonnée pédestre et de VTT de 12,5 km. Parcours paysager partant de la place de Westrehem et qui  traverse quelques petits villages aux alentours (Ligny-les-Aire, Auchy-au-Bois, Lière).
Le parc de jeux pour les enfants.

## Culture locale et patrimoine

### Lieux et monuments
- L’église Saint-Joseph, édifice du XIXe siècle presque entièrement constitué de brique, rénové au début du XXIe siècle. Dans l'église un vitrail commémore les victimes de la guerre 1914-1918.
- À côté de l'église, le monument aux morts commémore les victimes des guerres de 1914-1918 et de 1939-1945.
- La chapelle Cœur-Immaculé-de-Marie, rénovée en 200-2003 ; quelques autres chapelles-oratoires et un calvaire.

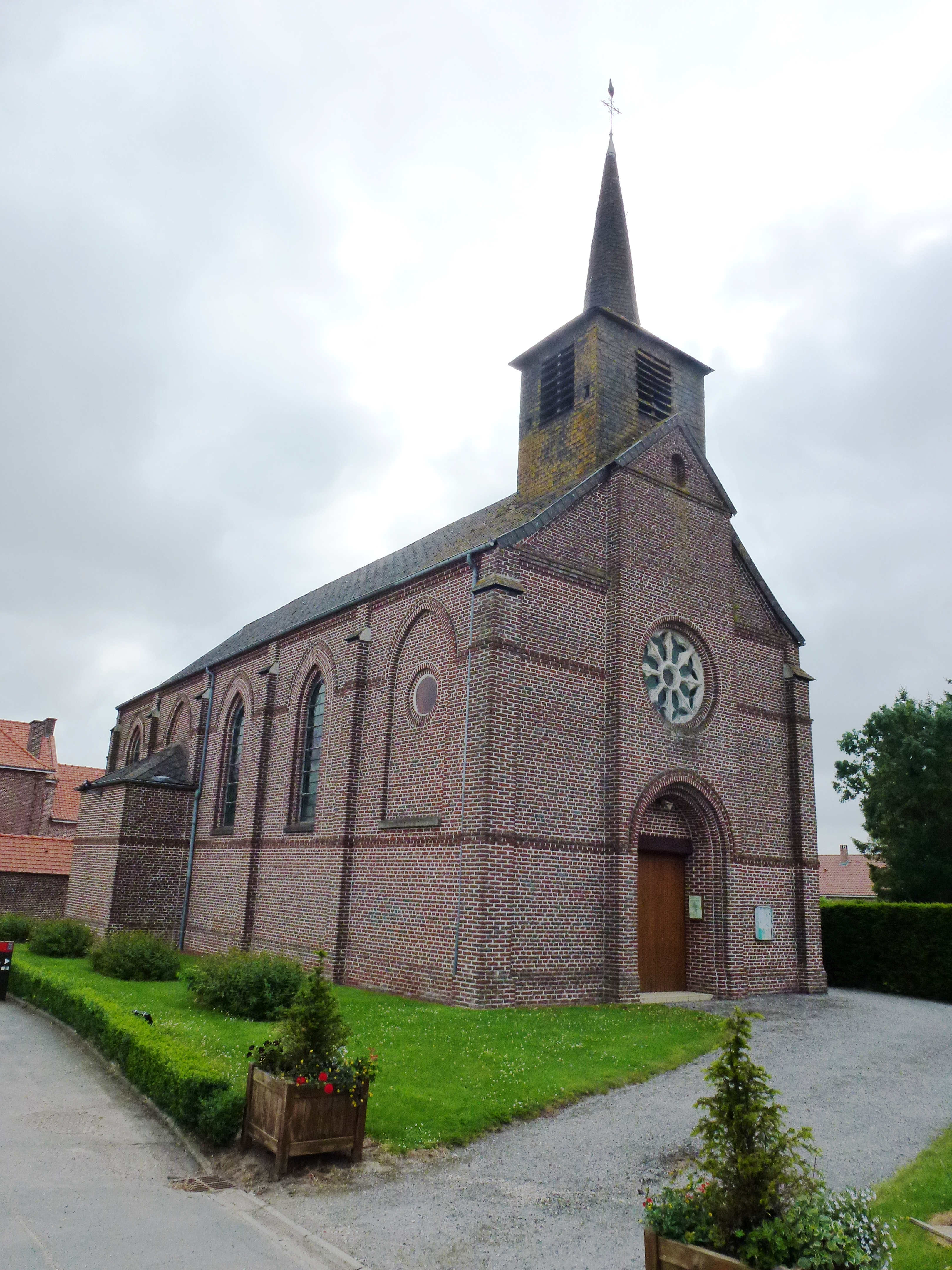
L'église Saint-Joseph.
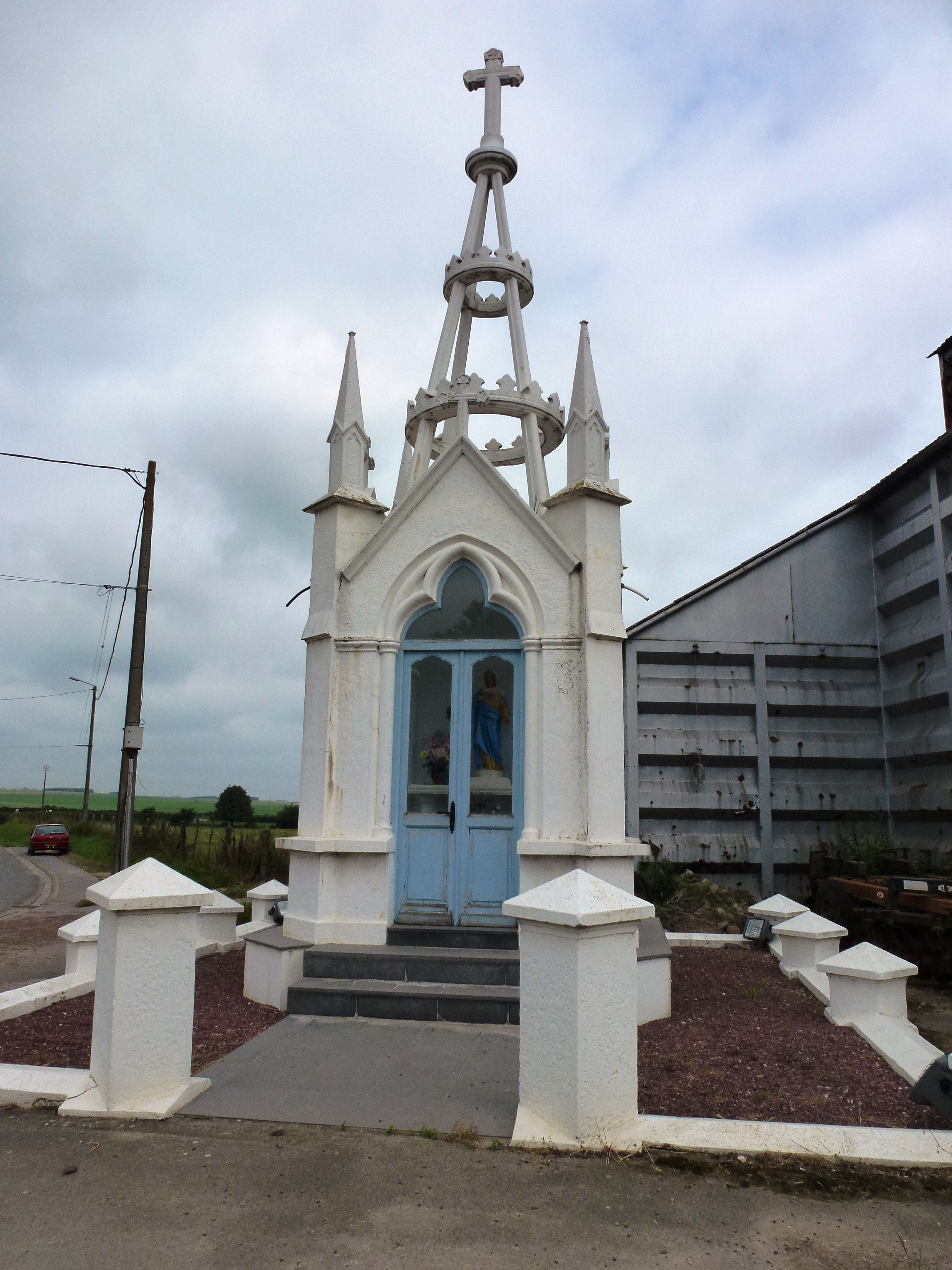
La chapelle Cœur-Immaculé-de-Marie extérieur.
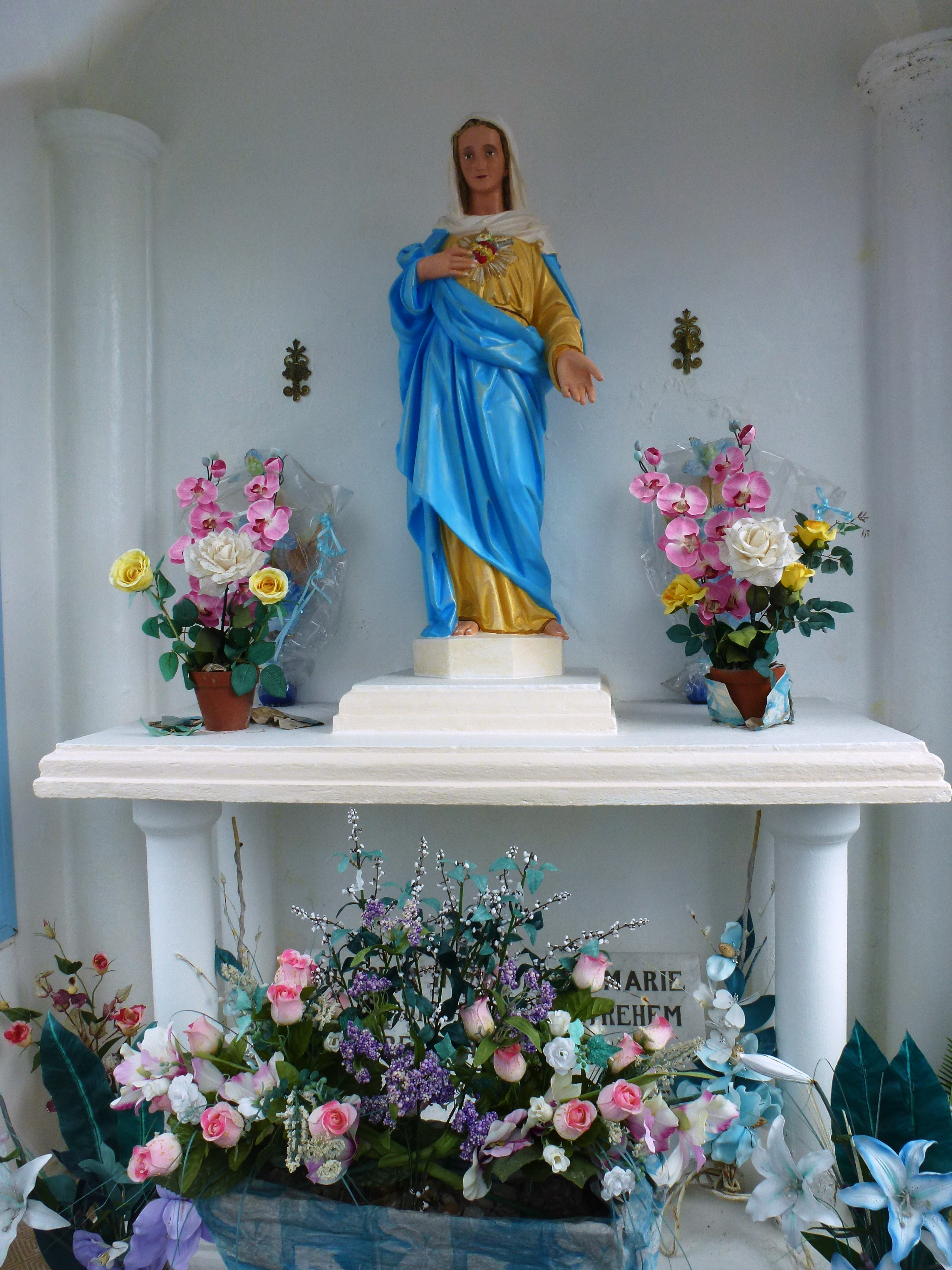
La chapelle Cœur-Immaculé-de-Marie intérieur.
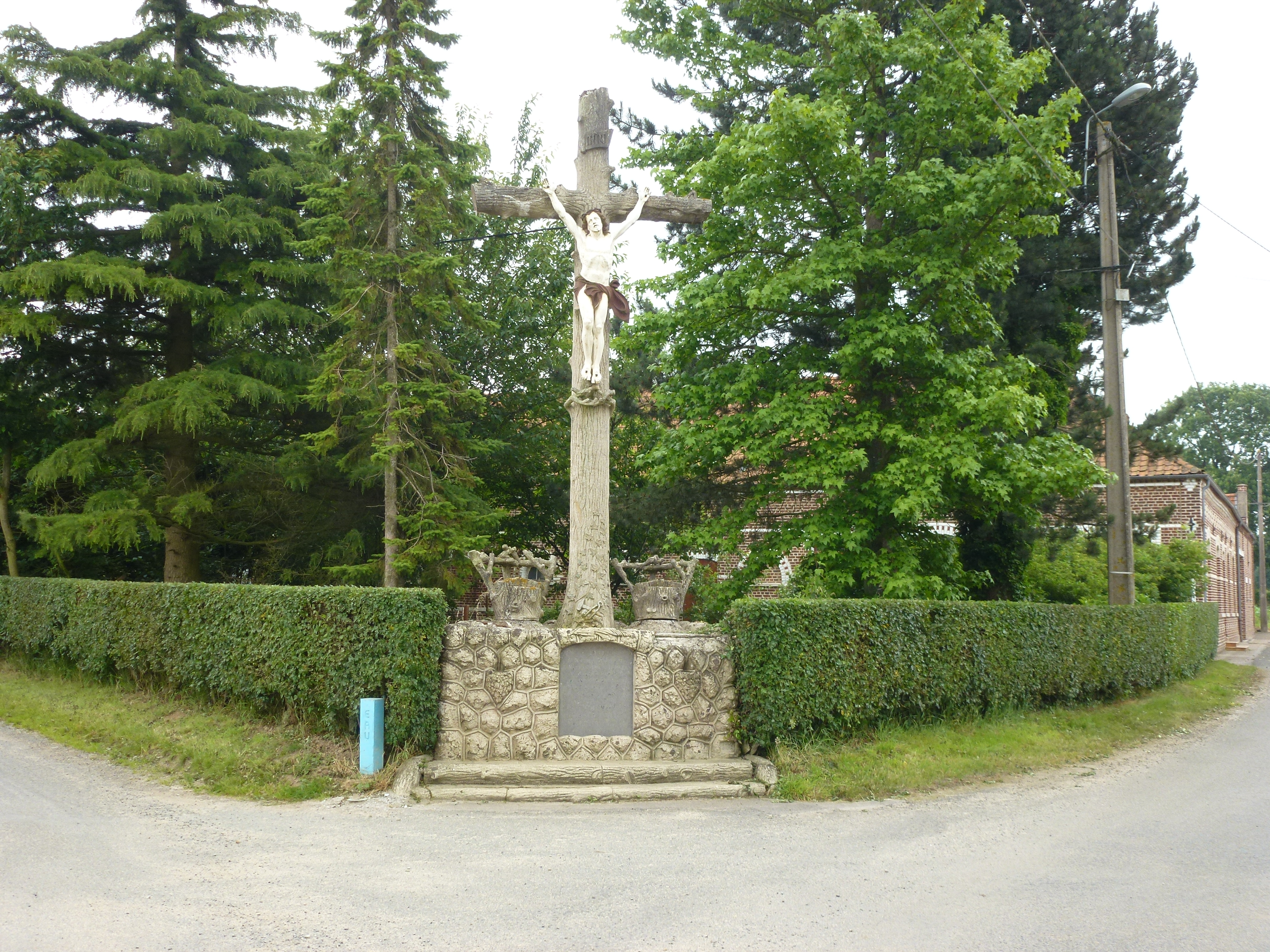
Le calvaire.
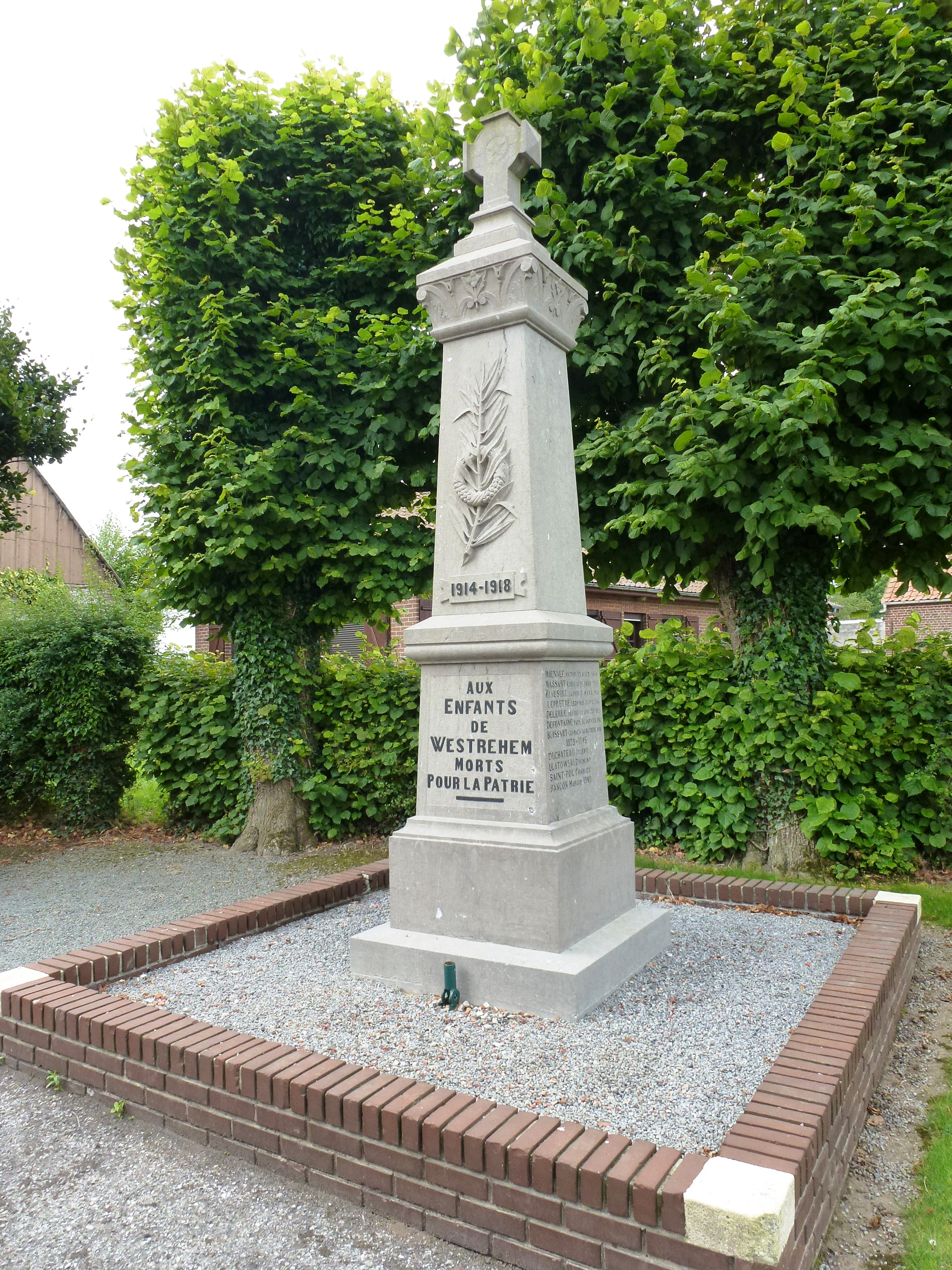
Le monument aux morts.

### Héraldique
| Armes de Westrehem | Les armes de Westrehem se blasonnent ainsi : fascé d'or et d'azur de huit pièces, à trois annelets de gueules brochant en chef sur la première partition. |

## Pour approfondir

#### Bases de données, dictionnaires et encyclopédies
- Ressources relatives à la géographie :   - Insee (communes)
  - Ldh/EHESS/Cassini
- Ressource relative à plusieurs domaines :   - Annuaire du service public français
- Notices d'autorité :   - VIAF
  - BnF (données)
  - LCCN
  - Israël